# 3322-es busz
A 3322-es jelzésű regionális autóbusz Balassagyarmat, autóbusz-állomás és Szügy, Magna Car Top Systems Kft. között közlekedik. A vonalat a Volánbusz Zrt. üzemelteti.
A buszok Balassagyarmaton kezdetben a 22-es főúton halad, majd útját a 2108-as úton folytatja, s közben keresztülhalad a város déli pari területén, elhagyja a város területét és megérkezik a szügyi ipari parkba.

## Útvonala
| Szügy, Magna Car Top Systems Kft. felé | Balassagyarmat, autóbusz-állomás felé |
| --- | --- |
| Balassagyarmat, autóbusz-állomás – Mikszáth Kálmán út – Hunyadi utca – Baltik Frigyes utca – Kossuth Lajos út – Leningen Károly utca – Szügyi út – Hársfasor – Szügy, Magna Car Top Systems Kft. | Szügy, Magna Car Top Systems Kft. – Hársfasor – Szügyi út – Leningen Károly utca – Kossuth Lajos út – Rákóczi fejedelem útja – Mikszáth Kálmán út – Balassagyarmat, autóbusz-állomás |

## Megállóhelyei
| 0                     | Balassagyarmat, autóbusz-állomás                            | 13 | 1A, 2C, 4, 6, 6A, 8, 8A, 9A, 9B, 3314 460 1010, 1011, 1012, 1013, 1306, 1308, 3080, 3081, 3305, 3312, 3313, 3315, 3322, 3336, 3340, 3342, 3343, 3344 | Balassagyarmat autóbusz-állomás Tesco áruház |
| ∫                     | Balassagyarmat, Hunyadi utca                                | 11 | 1, 1C, 2, 2C, 4, 6, 6A, 7, 7A, 7B, 8, 9, 9A, 9B, 3314 3081, 3313, 3318, 3320, 3325, 3326, 3329, 3332, 3336, 3340, 3342, 3343, 3344, 3345             | Mikszáth Kálmán Művelődési Központ, Salgótarjáni Szakképzési Centrum Szent-Györgyi Albert Gimnáziuma, Szakgimnáziuma és Szakközépiskolája, piac, Spar áruház, OTP Bank |
| ∫                     | Balassagyarmat, Balassa utca                                | 10 | 2, 2C, 3B, 7, 7A, 7B, 7D, 3314 1306, 1308, 3081, 3312, 3315, 3318, 3320, 3325, 3326, 3329                                                            | Pannónia Motorkerékpár Múzeum |
| 4                     | Balassagyarmat, vasútállomás bejárati út Benczúr Gyula utca | 9  | 2, 2C, 3B, 7, 7A, 7B, 7D, 3314 460 1306, 1308, 3081, 3312, 3315, 3318, 3320, 3321, 3325, 3326, 3329                                                  | |
| 5                     | Balassagyarmat, nyírjesi elágazás                           | 8  | 460 1306, 1308, 3081, 3312, 3315, 3318, 3320, 3321, 3325, 3326, 3329                                                                                 | |
| 7                     | Balassagyarmat, Volán telep                                 | 6  | 2C, 6, 6A, 8A, 8C 460 1306, 1308, 3081, 3312, 3315, 3318, 3320, 3321, 3325, 3326, 3329                                                               | autóbuszgarázs |
| Balassagyarmat határa |                                                             |    | | |
| 9                     | Balassagyarmat, MAHLE                                       | 4  | 2C, 6, 6A, 8A 460 1306, 1308, 3081, 3312, 3315, 3318, 3320, 3321, 3325, 3326, 3329                                                                   | MAHLE Compressors Hungary Kft. |
| 10                    | Szügy, PARAT Kft.                                           | 3  | 3312 | PARAT Ungarn Kft |
| 12                    | Szügy, ZOLLNER parkoló                                      | 1  | 1308, 3081, 3312 | ZOLLNER Elektronik Gyártó és Szolgáltató Kft. |
| 13                    | Szügy, Magna Car Top Systems Kft.                           | 0  | 1308, 3081, 3312 | Magna Car Top Systems Kft. |